# 597 (číslo)
Pět set devadesát sedm je přirozené číslo. Následuje po čísle pět set devadesát šest a předchází číslu pět set devadesát osm. Římskými číslicemi se zapisuje DXCVII a řeckými číslicemi φϟζ.

## Matematika
597 je:
- Deficientní číslo
- Poloprvočíslo
- Nešťastné číslo

## Astronomie
- (597) Bandusia je planetka hlavního pásu, kterou objevil v roce 1906 Max Wolf

## Ostatní
- +597 je mezinárodní telefonní předvolba Surinamu

## Roky
- 597
- 597 př. n. l.